# Skibrille

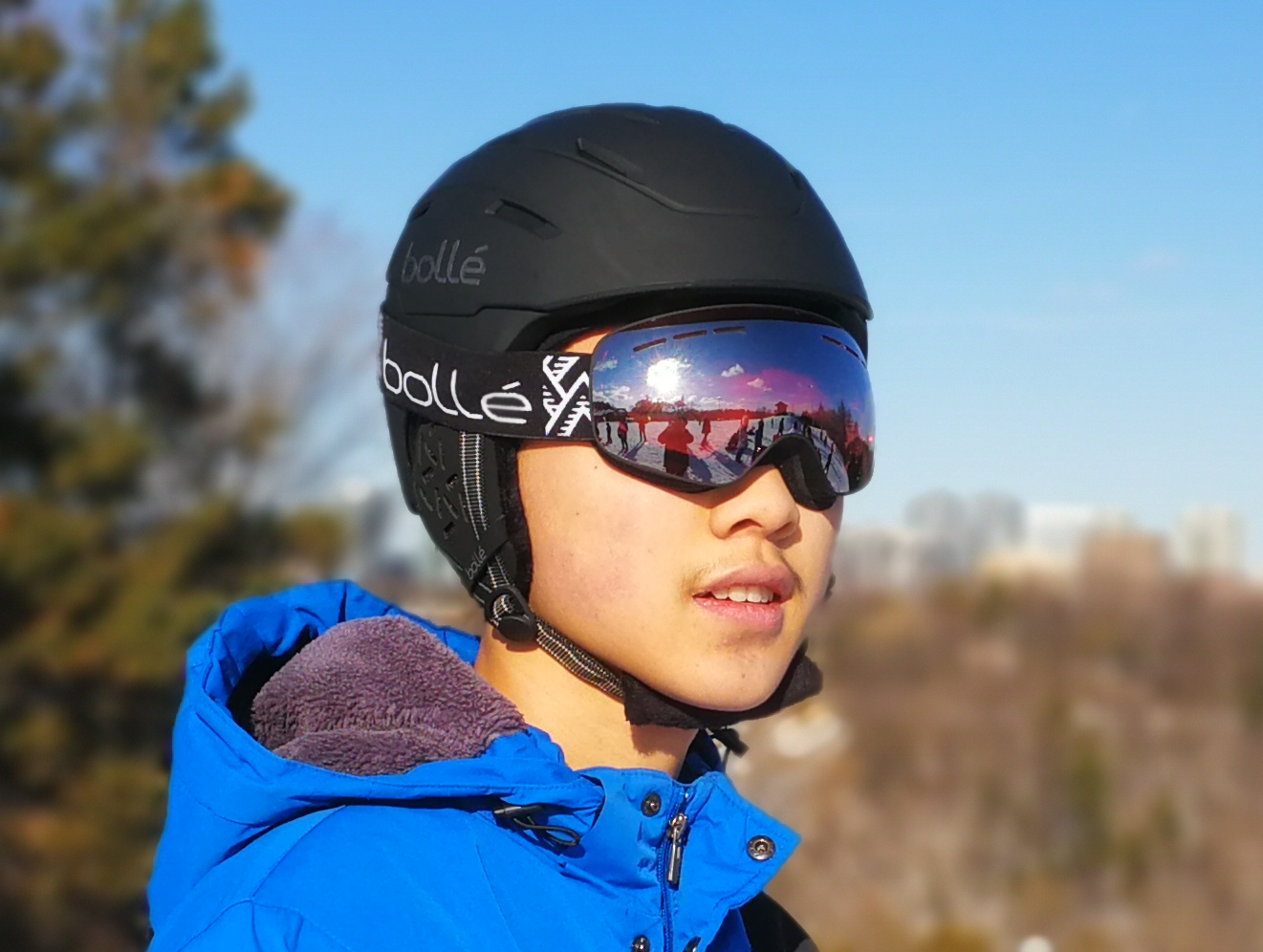
Skifahrer mit Skibrille und Helm

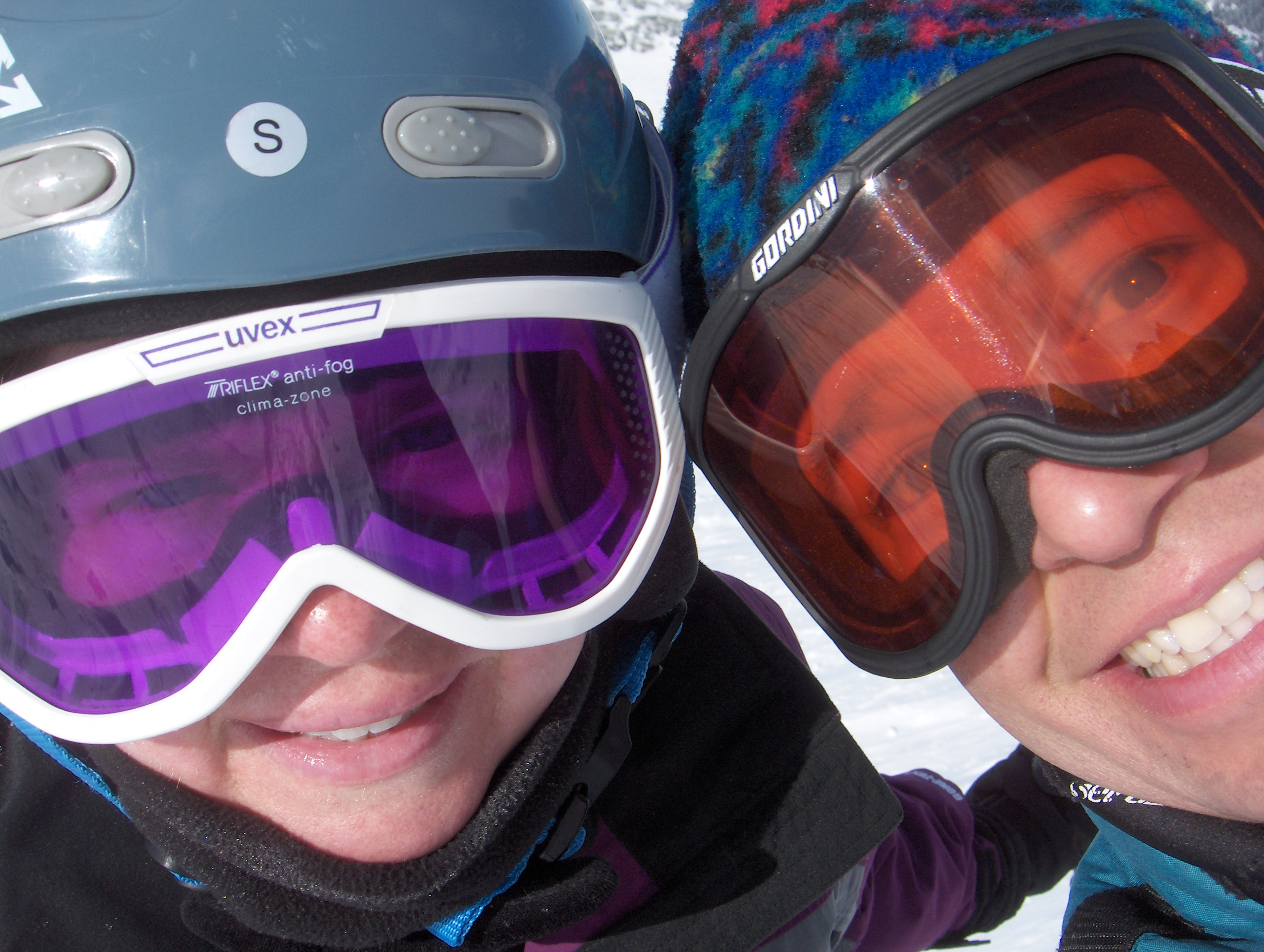
Zwei typische Skibrillen

Eine Skibrille ist eine Brille, die beim Skifahren zum Schutz vor der Sonne sowie als Schutz vor aufgewirbeltem Schnee benutzt wird. Durch die Reflexion der Sonne durch den Schnee in Höhenlagen wird das menschliche Auge stark geblendet. Auch Extrembergsteiger tragen vergleichbare Brillen, um der Schneeblindheit vorzubeugen. Der Begriff Snowboardbrille wird synonym verwendet.

## Arten und Ausstattung
Es gibt zwei Arten von Skibrillen bzw. Brillen, die zum Skifahren genutzt werden: sogenannte Ski-Goggles (Skibrillen, die einen Großteil des Gesichts bedecken) und reguläre Sonnen- bzw. Sportbrillen (in der Regel mit einem Gummiband für besseren Halt ausgestattet). Neuere Skibrillen haben zusätzlich zu den oben genannten Aufgaben die Eigenschaft, dass sie (durch gefärbte Gläser) die Sicht bei Nebel verbessern. Oft sind die modernen Brillen (insbesondere die Ski-Goggles) auch beschlagfrei.

### Für Brillenträger
Brillenträger, die Skifahren oder Snowboarding betreiben möchten, benötigen für diese Aktivitäten eine andere Skibrille als Personen ohne Sehschwäche.

#### Over the Glasses - OTG
Zum einen gibt es die Brille über der Brille, wobei die Skibrille dabei über der eigenen Korrekturbrille aufliegt. Für diese Skibrillen ist der englische Begriff „Over the Glasses“ geläufig., abgekürzt OTG. Die Brillen sind dabei größer als eine normale Skibrille, da sie verschiedene Aussparungen besitzen, die dem Komfort des Brillenträgers und der Sicherheit der Korrekturbrille dienen. Die Aussparungen befinden sich innenliegend im Nasenraum und können ebenso im Ohrbereich an den Seiten vorkommen. Zum besseren Tragen sind diese Aussparungen mit Schaumstoff oder Silikon gepolstert. Die Brillen beschlagen häufig zügig, da es durch das vorhandene Luftpolster schnell zu Wärmeveränderungen kommt.

#### Skibrille mit Sehstärke
Die Gläser für die Skibrille werden beim Optiker der eigenen Sehstärke angepasst und entsprechend geschliffen. Diese Leistung wird jedoch nicht von der Krankenkasse abgedeckt.

#### Skibrillen mit Clipmechanismus
Bei dieser Art der Brillen werden lediglich die Gläser (Clips) gewechselt. Je nach Rahmenmodell und Hersteller können Clips in einen dafür vorgesehenen Schlitz geschoben werden oder sie werden magnetisch angebracht. So lassen sich nicht nur Clips mit Sehstärke auswechseln. Es ist darüber hinaus auch möglich, die Brillengläser den verschiedenen Wetterverhältnissen anzupassen. 

#### Klappvisier am Skihelm
Dieser Skihelm verfügt über ein herunterklappbares Visier. Die Korrekturbrille bleibt unter dem Visier und somit geschützt. Die meisten Skihelme sind am Halsbereich nicht verschlossen. 

### Scheibe

#### Filterkategorie
Als gebräuchliche Farbfilter haben sich die Blueattenuator durchgesetzt. Sie schwächen den hohen Blauanteil des Lichts ab, wodurch sich ein Kontrastgewinn einstellt. In der Praxis haben sich fünf Kategorien für die Lichtdurchlässigkeit der Tönung durchgesetzt. Als Einheit wird visible light transmission (VLT) verwendet.
- 80 bis 100 % VLT: Kategorie 0 (starke Bewölkung und Flutlicht  und wenn es zu dämmern anfängt)
- 43 bis 80 % VLT: Kategorie 1 (wechselnde Verhältnisse)
- 18 bis 43 % VLT: Kategorie 2 (teils bewölkte und sonnige Tage)
- 8 bis 18 % VLT: Kategorie 3 (überwiegend Sonnenschein)
- 3 bis 8 % VLT: Kategorie 4 (Sonnenschein)

### Form und Eigenschaft
Zumeist wird eine sphärische Scheibenform eingesetzt. Dabei sind die Scheiben der Augenform nachempfunden, wodurch Verzerrungen verhindert und die Augen entlastet werden. Einige Modelle bieten Doppelscheiben, verspiegelte Exemplare, polarisierte Gläser und weitere Ausstattungsdetails. Sogenannte Antifog-Beschichtungen verhindern das Beschlagen im Inneren der Brille und eine Belüftungstechnologie regelt den Luftaustausch.